# Kethi
Kethi là một thị xã panchayat của quận The Nilgiris thuộc bang Tamil Nadu, Ấn Độ.

## Nhân khẩu
Theo điều tra dân số năm 2001 của Ấn Độ, Kethi có dân số 24.465 người. Phái nam chiếm 49% tổng số dân và phái nữ chiếm 51%. Kethi có tỷ lệ 75% biết đọc biết viết, cao hơn tỷ lệ trung bình toàn quốc là 59,5%: tỷ lệ cho phái nam là 83%, và tỷ lệ cho phái nữ là 68%. Tại Kethi, 10% dân số nhỏ hơn 6 tuổi.